# Colonia Rancho la Güera
Colonia Rancho la Güera är en ort i Mexiko.   Den ligger i kommunen Huejutla de Reyes och delstaten Hidalgo, i den sydöstra delen av landet, 200 km norr om huvudstaden Mexico City. Colonia Rancho la Güera ligger 164 meter över havet och antalet invånare är 123.
Terrängen runt Colonia Rancho la Güera är kuperad åt sydväst, men åt nordost är den platt. Runt Colonia Rancho la Güera är det ganska tätbefolkat, med 199 invånare per kvadratkilometer. Närmaste större samhälle är Huejutla de Reyes, 3,0 km nordväst om Colonia Rancho la Güera. Omgivningarna runt Colonia Rancho la Güera är en mosaik av jordbruksmark och naturlig växtlighet.